# Topeka
Topeka (/toʊˈpiːkə/; kansa: Tó Pee Kuh) è un comune (city) degli Stati Uniti d'America, capoluogo della contea di Shawnee, e capitale dello Stato del Kansas. La popolazione era di 125 904 abitanti al censimento del 2018, il che la rende la quinta città più popolosa dello stato e la 220ª città più popolosa della nazione. Gli abitanti di Topeka vengono chiamati Topekans. L'area metropolitana di Topeka, che comprende le contee di Shawnee, Jackson, Jefferson, Osage e Wabaunsee, possedeva 232 594 abitanti al censimento del 2018.
Il nome Topeka è una frase kansa-osage che significa "luogo dove abbiamo coltivato patate" o "un buon posto per coltivare le patate". Come nome di luogo, Topeka fu riportato per la prima volta nel 1826 con il nome "Kansa", per intendere quello che oggi è il fiume Kansas. I fondatori di Topeka scelsero il nome nel 1855 perché "era romanzesco, di origine indiana e eufonico del suono". Il sangue misto nativo americano Kansa, Joseph James, chiamato Jojim, è colui che suggerì il nome di Topeka. La città fu progettata nel 1854, dagli anti-schiavisti venuti dalla costa orientale degli Stati Uniti e guidati da Eli Thayer, immediatamente dopo l'approvazione del Kansas-Nebraska Act. Nel 1857 Topeka ottenne l'atto costitutivo come città.
La città è ben nota per la sentenza della Corte Suprema degli Stati Uniti Brown vs. Board of Education, che ha rovesciato Plessy vs. Ferguson e ha dichiarato la segregazione razziale nelle scuole pubbliche incostituzionale. Tre navi della U.S. Navy chiamate USS Topeka prendono il nome dalla città.
Inoltre, Topeka ha dato i natali allo scrittore Ben Lerner.

## Geografia fisica
Secondo lo United States Census Bureau, ha un'area totale di 61,47 mi² (159,21 km²).

## Storia

### Storia antica
Per molti millenni, le Grandi Pianure del Nord America erano abitate dai nativi americani. Dal XVI secolo al XVIII secolo, il Regno di Francia rivendicò la proprietà di grandi parti dell'America del Nord. Nel 1762, dopo la guerra franco-indiana, la Francia segretamente cedette la Nuova Francia alla Spagna, attraverso il trattato di Fontainebleau. Nel 1802 la Spagna restituì la maggior parte delle terre alla Francia, ma mantenne il titolo a circa 7.500 miglia quadrate. Nel 1803 la maggior parte delle terre del moderno Kansas furono acquistate dagli Stati Uniti dalla Francia come parte di 828 miglia quadrate nell'Acquisto della Louisiana per 2,83 cent ad acro.

### XIX secolo
Nel 1840 i carri si dirigevano verso ovest da Independence, Missouri, su un viaggio di 2.000 miglia (3.000 km), seguendo quello che sarebbe noto come Pista dell'Oregon. Circa 60 miglia (97 km) ad ovest di Kansas City, Missouri, tre sorelle metà Kansa sposate con i fratelli franco-canadesi Pappan crearono un servizio di traghetto che permetteva ai viaggiatori di attraversare il fiume Kansas dove oggi sorge Topeka. Durante gli anni 1840 e 1850, i viaggiatori potrebbero trovare in modo affidabile un modo attraverso il fiume, ma poco altro era nell'area.
All'inizio del 1850, il traffico lungo la Pista dell'Oregon era completato dal commercio su una nuova strada militare che si estende da Fort Leavenworth attraverso Topeka al nuovo Fort Riley. Nel 1854, dopo la costruzione della prima cabina, nove uomini fondarono la Topeka Town Association. Tra loro vi era Cyrus K. Holliday, un "uomo d'idee" che sarebbe diventato sindaco di Topeka e fondatore della Atchison, Topeka and Santa Fe Railway. Ben presto le navi a vapore erano regolarmente attraccate presso il pianerottolo di Topeka, depositando carne, legname e farina, e tornando verso est con patate, mais e grano. Verso la fine degli anni 1860, Topeka era diventato un centro del commercio che forniva molti comfort di epoca vittoriana.
Topeka era un centro statale liberale durante i problemi del Territorio del Kansas tra statisti liberali e meridionali, che per lungo tempo controllavano il governo legale del Kansas. Dopo che le forze meridionali bloccarono Topeka nel 1856, i leader di Topeka intrapresero azioni per difendere la città dal libero stato dall'invasione. Una milizia venne organizzata e fortificazioni furono costruite su Quincy Street. Le fortificazioni sembravano consistere in bassi depositi di terreno rafforzati dalla presenza di almeno un cannone. C'erano pietre nelle fortificazioni. La milizia ospitava le fortificazioni almeno fino al settembre del 1856, quando l'assedio intorno alla città fu annullato.
Dopo un decennio di conflitto abolizionista e pro schiavitù che diede al territorio il soprannome di Bleeding Kansas, il Kansas venne ammesso all'Unione nel 1861 come 34º stato. Topeka fu scelta come capitale, con il dottor Charles Robinson come primo governatore. Nel 1862 Cyrus K. Holliday donò un terreno allo stato per la costruzione del Campidoglio. La costruzione del Campidoglio iniziò nel 1866. Ci vollero 37 anni per costruire il Campidoglio, prima l'ala orientale, poi l'ala ovest, e infine l'edificio centrale, utilizzando il calcare del Kansas. Nell'autunno del 1864 fu costruita una fortezza di stoccaggio, successivamente denominata Fort Simple, all'incrocio di VI e Kansas Avenue per proteggere Topeka, forse le forze confederate allora nel Missouri decisero di attaccare la città. Fu abbandonata nell'aprile del 1865 e demolito nell'aprile del 1867.
Gli ufficiali di stato utilizzarono per la prima volta il Campidoglio nel 1869, passando dal Constitution Hall, oggi 427-429 S. Kansas Avenue. Oltre ad essere stato utilizzato come casa-stato del Kansas dal 1863 al 1869, Constitution Hall era il luogo in cui i coloni antischiavisti si riunirono nel 1855 per scrivere la prima delle quattro costituzioni statali, facendola il "Free State Capitol". Il National Park Service riconosce Costituzione Hall - Topeka come sede nel funzionamento del Lane Trail to Freedom sulla Underground Railroad, il passaggio principale degli schiavi e la strada libera commerciale.
Sebbene la siccità del 1860 e il periodo successivo della guerra civile americana rallentassero la crescita di Topeka e dello stato, Topeka mantenne il passo della rinascita e il periodo di crescita del Kansas godette dalla fine della guerra nel 1865 fino al 1870. Negli anni 1870 molti ex schiavi noti come Exodusters, si stabilirono sul lato est di Lincoln Street tra Munson e Twelfth Street. L'area era nota come Tennessee Town perché tanti di loro provenivano dall'omonimo stato. Il primo Kindergarten afroamericano ad ovest del Mississippi venne organizzato a Tennessee Town dal dottor Charles Sheldon, pastore della Central Congregational Church nel 1893.
Il Lincoln College, oggi Washburn University, fu fondato nel 1865 a Topeka con un atto costitutivo emesso dallo stato del Kansas e dalla General Association of Congregational Ministers and Churches of Kansas. Nel 1869 la ferrovia cominciò a spostarsi ad ovest da Topeka, dove nel 1878 furono creati uffici generali e officine meccaniche del sistema ferroviario della Atchison, Topeka and Santa Fe Railway.
Durante la fine degli anni 1880 Topeka attraversò un periodo di boom che finì in disastro. C'era una vasta speculazione sui lotti della città. La bolla del 1889 scoppiò e molti investitori furono rovinati. Topeka, tuttavia, raddoppiò la sua popolazione durante il periodo ed era in grado di resistere alle depressioni degli anni 1890.
All'inizio del XX secolo, un altro tipo di boom, questa volta l'industria automobilistica, fu scoperta e numerose aziende pionieristiche apparsero e altre sparirono. Topeka non era lasciata fuori. La Smith Automobile Company fu fondata nel 1902 e rimase aperta fino al 1912.

### XX secolo
A Topeka ebbe sede il primo asilo afroamericano ad ovest del fiume Mississippi, e nella città abitò Oliver Brown, l'attore nella causa Brown contro Board of Education, per effetto della quale fu abolito lo standard "separato ma uguale" e fu ottenuta l'integrazione razziale nelle scuole pubbliche americane. Nel 1960 il Census Bureau dichiarava che la popolazione di Topeka era composta dal 91,8% di bianchi e dal 7,7% di neri.
All'epoca della presentazione della causa, solo le scuole elementari erano segregate a Topeka e la Topeka High School era completamente integrata sin dal suo inizio nel 1871. Inoltre, la Topeka High School era l'unica scuola media pubblica della città di Topeka. Altre scuole rurali esistevano, come la Washburn Rural High School, creata nel 1918, e la Seaman High School, creata nel 1920. La Highland Park High School entrò a far parte del sistema scolastico di Topeka nel 1959 e la Topeka West High School fu aperta nel 1961 Una scuola media cattolica, la Assumption High School, successivamente rinominata Capitol Catholic High School, poi nel 1939, nuovamente rinominata in Hayden High School in onore del suo fondatore, Padre Francis Hayden, servì anche la città a partire dal 1911.
La Monroe Elementary, una scuola segregata che figurò nella sentenza storica Brown contro Board of Education, attraverso gli sforzi della Brown Foundation che lavorava con la delegazione del Kansas nei primi anni 1990, è oggi nota come Brown v. Board of Education National Historic Site. La Brown Foundation è in gran parte responsabile del contenuto delle esposizioni interpretative presso il parco storico. Il parco nazionale storico venne aperto dal presidente George W. Bush il 17 maggio 2004.
Topeka lottò contro la discriminazione razziale anche dopo Brown. Le nuove cause tentarono senza successo di forzare i distretti scolastici suburbani per attirarli in città a partecipare all'integrazione razziale con il quartiere centrale della città. Alla fine degli anni 1980 un gruppo di cittadini crearono la Task Force to Overcome Racism in Topeka per affrontare il problema in modo più organizzato.
L'8 giugno 1966, Topeka fu colpita da un tornado di categoria F5 sulla scala Fujita. Cominciò sul lato sud-ovest della città, spostandosi a nord-est, passando sopra un punto di riferimento locale chiamato Burnett's Mound. Secondo una leggenda indiana locale, questo cumulo era pensato per proteggere la città dai tornado se lasciato indisturbato. Alcuni anni prima del tornado, fu costruito un serbatoio d'acqua vicino alla cima del tumulo, nonostante gli avvertimenti dei nativi locali. Il tornado continuò a devastare la città, colpendo il centro e la Washburn University. I costi dei danni del tornado erano di 100 milioni di dollari, rendendolo allora, uno dei tornado più costosi della storia americana. Anche ad oggi, con l'inflazione fattorizzata, il tornado di Topeka sorge come uno dei record più costosi. Contribuì anche a promuovere il futuro conduttore di CBS e A&E, Bill Kurtis, che divenne noto per la sua ammonizione televisiva a "... coprirsi, per amore di Dio, prendere copertura!" su WIBW-TV durante il tornado. (La città ospita un National Weather Service Forecast Office che serve 23 contee nel centro-nord, nel nord-est e nel centro-est del Kansas).
Topeka si riprese dal tornado del 1966 e sostenne una costante crescita economica. La Washburn University, che perse diversi edifici storici dal tornado, ricevette un sostegno finanziario dalla comunità e dagli studenti per ricostruire molte strutture scolastiche. Oggi le strutture universitarie offrono più di un milione di metri quadrati di moderno spazio accademico e di supporto.
Nel 1974 la Forbes Air Force Base venne chiusa e più di 10.000 persone lasciarono Topeka, influenzando i modelli di crescita della città per gli anni a venire. Durante gli anni 1980, i cittadini di Topeka votarono per costruire un nuovo aeroporto e centro congressi e cambiare la forma del governo cittadino. Il West Ridge Mall aperto nel 1988, sostituì il White Lakes Mall che fu aperto nel 1964.
Nel 1989 Topeka divenne un punto di fulcro per i motociclisti con l'apertura dell'Heartland Park Topeka. Il Topeka Performing Arts Center venne aperto nel 1991. Nei primi anni 1990 la città sperimentò una crescita di affari con il Reser's Fine Foods che si trova a Topeka e le espansioni per Santa Fe e Hill's Pet Nutrition.
Durante gli anni 1990 gli elettori approvarono emissioni obbligatorie per migliorare le scuole pubbliche, tra cui le scuole magnetiche, la tecnologia, l'aria condizionata, le aule e un complesso sportivo. I vincitori inoltre approvarono un'imposta sul trimestre per un nuovo Law Enforcement Center e nel 1996 approvarono un'estensione della tassa di vendita per l'East Topeka Interchange che collega l'Oakland Expressway, K-4, I-70 e il Kansas Turnpike. Durante gli anni 1990 gli elettori della contea di Shawnee approvarono misure fiscali per espandere la Topeka and Shawnee County Public Library. La legislazione e il governatore del Kansas approvarono anche la legislazione per sostituire la maggioranza della tassa immobiliare che sostenga la Washburn University con un'imposta sulle vendite in tutto il territorio.

### XXI secolo
Nel 2000 i cittadini votarono nuovamente per estendere la tassa di vendita trimestrale, questa volta per lo sviluppo economico di Topeka e della contea di Shawnee. Nell'agosto del 2004, i cittadini della contea di Shawnee votarono per abrogare la tassa sulle vendite del trimestre del 2000 e sostituirla con una tassa di vendita di 12 anni per metà cento designata per lo sviluppo economico, le strade e i ponti. Ogni anno i fondi per le imposte di vendita forniscono 5 milioni di dollari destinati agli incentivi alla creazione di posti di lavoro per lo sviluppo di imprese e 9 milioni di dollari per strade e ponti. La pianificazione è in corso per continuare a riqualificare le aree lungo il fiume Kansas, che corre da ovest ad est attraverso Topeka. Nel corridoio del fiume Kansas attraverso il centro della città, il centro di Topeka sperimentò lo sviluppo di appartamenti e condomini, e migliorare le facciate e le strade. Dall'altra parte del fiume, la storica North Topeka beneficiò di un importante progetto di strade e della Great Overland Station, rinnovata, considerata la migliore rappresentazione dell'architettura ferroviaria classica nel Kansas. La Great Overland Station è direttamente sul fiume dal Campidoglio, che sta attraversando un rinnovo di otto anni di 283 milioni di dollari.

#### Google, Kansas
Il 1º marzo 2010 il sindaco di Topeka, Bill Bunten, pubblicò un annuncio che chiedeva che Topeka fosse conosciuta per il mese di marzo come "Google, Kansas, la capitale della fibra ottica". Il cambiamento di nome venne da Ryan Gigous, che ha voluto "rimarcare" la città con un semplice gesto. Questo era quello di aiutare "a sostenere i continui sforzi per portare l'esperimento della fibra di Google" a Topeka, anche se non era un cambiamento di nome legale. Gli avvocati avvisarono il consiglio comunale e il sindaco il cambio ufficiale del nome. Google scherzosamente annunciò che avrebbe cambiato il suo nome in Topeka per "onorare quel gesto in movimento" il 1º aprile 2010 (pesce d'aprile) e cambiò la sua homepage in Topeka. Nel suo blog ufficiale, Google annunciò che questo cambiamento ha influenzato in modo da tutti i suoi servizi e la sua cultura, ad esempio "Googlers" a "Topekans", "Project Virgle" a "Project Vireka" e l'uso corretto di "Topeka" come aggettivo e non un verbo, per evitare che il marchio diventi generico.

## Società

### Evoluzione demografica
Secondo il censimento del 2018, la popolazione era di 125 904 abitanti.

### Etnie e minoranze straniere
Secondo il censimento del 2010, la composizione etnica della città era formata dal 76,2% di bianchi, l'11,3% di afroamericani, l'1,4% di nativi americani, l'1,3% di asiatici, lo 0,1% di oceaniani, il 4,7% di altre etnie, e il 4,9% di due o più etnie. Ispanici o latinos di qualunque etnia erano il 13,4% della popolazione.

### Letteratura
Topeka è la città natale dello scrittore Ben Lerner.